# فرودگاه آبی فریزر لیک
فرودگاه آبی فریزر لیک (به انگلیسی: Fraser Lake Water Aerodrome) یک فرودگاه خصوصی است که یک باند فرود آب دارد. این فرودگاه در کشور کانادا قرار دارد و در ارتفاع ۶۷۲ متری از سطح دریا واقع شده است.